# Лазар Євзибій Єлизарович
Євсе́вій (Євзибій, Євзебій) Єлиза́рович Ла́зар (нар. 1904 р., с. Карапчів, Герцогство Буковина, Австро-Угорщина, нині Вашківецька міська громада, Україна - пом. 1940 р., м. Чернівці, Українська РСР, СРСР) - археолог, краєзнавець, фольклорист.

## Життєпис
Євсевій (за іншими даними Євзибій, Євзебій) народився 8 травня 1904 р. у с. Карапчів, Герцогство Буковина, Австро-Угорщина, нині Вашківецька міська громада, Україна.
Закінчив четверту Чернівецьку українську гімназію, навчався у Ясському медичному інституті (Румунія), Чернівецькому університеті (1933–35 рр.). Під час канікул подорожував Буковиною, збирав фольклорні матеріали (народні пісні, казки, легенди). Під впливом ахеолога Чеслава Амброжевича захопився археологією. У 1935 р. Євсевій Лазар відкрив пізньопалеолітичну стоянку в с. Замостя (нині Вижницького р-ну Чернівецької обл.) та пізньотрипільське поселення у с. Костинці (нині Чернівецького р-ну Чернівецької обл.), також здійснював розкопки пам’яток часів Київської Русі та Галицько-Волинської держави. На цих матеріалах підготував публікації, у яких обстоював автохтонність українців Буковини, серед них – «Розкопки з княжих часів», «Доісторичні знахідки в Костинцях», «Наукове значення розкопок в Замості» (усі – 1936 р.), «Старша кам’яна доба на Буковині» (1937).

## Вшанування
Одна з вулиць у рідному селі Євсевія Лазара - с. Карапчів, носить його ім'я.